# Иллинойсский университет в Урбане-Шампейне
Иллинойсский университет в Урбане-Шампейне (англ. University of Illinois at Urbana-Champaign, UIUC) — самый большой из кампусов Иллинойсского университета. Основан в 1867 году.
Расположен в слившихся городах Урбана и Шампейн в центре штата Иллинойс. В университете учатся более 51 тысяч студентов и аспирантов, а также работают более 2,5 тысяч преподавателей, из них 11 нобелевских лауреатов.
Бюджет университета превышает миллиард долларов в год (1,371 миллиарда на 2006 год). Развитая компьютерная сеть кампуса с более чем 65 тысячами соединений.

## Структура университета
В составе университета находятся 16 колледжей и подразделений:
- Колледж аспирантуры
- Колледж бизнеса имени Гийса
- Колледж ветеринарной медицины
- Колледж изобразительного и прикладного искусства
- Колледж инженерии
- Колледж медицины имени Карла-Иллинойса
- Колледж образования
- Колледж прикладных наук в здравоохранении
- Колледж свободных искусств и наук
- Колледж сельского хозяйства, потребительских и экологических наук
- Колледж средства массовой информаций
- Колледж юриспруденции
- Отдел общего образования
- Школа информационных наук
- Школа социальной работы
- Школа труда и трудовых отношений

Кроме того, в университете действует Национальный центр суперкомпьютерных приложений (NCSA) — один из ведущих в США центров по разработке высокопроизводительных вычислительных систем.

## Позиции и репутация
В 2014 году Иллинойсский университет в Урбане-Шампейне занял 28 позицию в Академическом рейтинге университетов мира, а также второе место в области клинической медицины и фармацевтике, третье в области сельскохозяйственных наук.